# NGC 495
NGC 495 ist eine linsenförmige Galaxie vom Hubble-Typ SB0/a im Sternbild Fische auf der Ekliptik. Sie ist schätzungsweise 190 Millionen Lichtjahre von der Milchstraße entfernt und hat einen Durchmesser von etwa 65.000 Lichtjahren. Gemeinsam mit fünf weiteren Galaxien bildet sie die NGC 499-Gruppe (LGG 24).

Im selben Himmelsareal befinden sich u. a. die Galaxien NGC 496, NGC 498, NGC 499, IC 1684.
Die Typ-Ia-Supernova SN 1999ej wurde hier beobachtet.
Das Objekt wurde am 12. September 1784 vom deutsch-britischen Astronomen William Herschel entdeckt.